# Fetty Wap (альбом)
Fetty Wap — дебютный студийный альбом американского рэпера Fetty Wap. Он был выпущен 25 сентября 2015 года лейблами RGF Productions и 300 Entertainment. Монти и M80, участники группы Remy Boyz, выступили в качестве приглашённых артистов на альбоме.
В поддержку альбома были выпущены четыре топ-40 американского BillboardHot 100: Trap Queen, 679 с участием Реми Бойза, "My Way" с участием Монти и "Again,,,". Главный сингл альбома Trap Queen получил две номинации на премию Грэмми.

## Предыстория
В ноябре 2014 года Фетти Уэп объявил, что подписал контракт с 300 Entertainment, в результате чего был переиздан его популярный дебютный сингл Trap Queen, занявший 2-е место в американском чарте Billboard Hot 100

## Синглы
Дебютный сингл Fetty Wap под названием «Trap Queen» был выпущен на iTunes 15 декабря 2014 года. Песня была спродюсирована Тони Фаддом. «Trap Queen» стала первой песней Фетти Уэп, попавшей в американский чарт Billboard Hot 100, войдя в топ-10 и заняв 2-е место, 10 в различных странах, включая Бельгию, Данию и Великобританию. На сегодняшний день песня получила платиновый статус от Американской ассоциации звукозаписывающих компаний (RIAA).
Второй сингл с альбома под названием "679" был выпущен 29 июня 2015 года. В песне представлены гостевые стихи От the Remy Boyz, который является Хип-хопом Восточного побережья, группа созданная Wap, продюсированием Peoples. Песня стала третьим синглом Wap, попавшим в топ-10 в США, заняв 4-е место. В альбомной версии песни отсутствует куплет P-Dice, в ней звучит только голос Монти . На сегодняшний день песня получила тройную платиновую сертификацию от Американской ассоциации звукозаписывающих компаний (RIAA).
Третий сингл с альбома под названием "My Way" был впервые представлен на SoundCloud Fetty Wap 17 июля 2015 года. Приглашённый куплет от местного американского рэпера Монти, спродюсированный NickEBeats. Позже песня была переработана, с приглашённым куплетом от канадского рэпера Дрейка. Песня заняла 7-е место в американском чарте Billboard Hot 100, поднявшись с 87-го места в топ-10.
13 августа 2015 года Wap выпустил четвёртый и последний сингл с альбома под названием «Again» после того, как песня была представлена ранее на SoundCloud. Peoples также спродюсировал этот трек вместе с Shy Boogs. Песня достигла 33-го места в американском хит-параде Billboard Hot 100

### Промо-синглы
«RGF Island»  и «Jugg» с участием Монти были доступны для покупки в составе альбома 22 сентября 2015 года в качестве промосинглов. На сегодняшний день трек «RGF Island» получил золотой статус от Американской ассоциации звукозаписывающих компаний (RIAA). Эти песни ранее появлялись в его микстейпе Zoo Style.

## Список треков
| №                   | Название                             | Автор(ы)                                            | Продюсер(ы)                          | Длительность |
| ------------------- | ------------------------------------ | --------------------------------------------------- | ------------------------------------ | ------------ |
| 1.                  | «Trap Queen»                         | Willie Maxwell II Tony Fadd                         | Fadd                                 | 3:42         |
| 2.                  | «How We Do Things» (featuring Monty) | Maxwell II Angel Cosme, Jr. Milan Modi              | Yung Lan                             | 3:31         |
| 3.                  | «679» (featuring Monty)              | Maxwell II Cosme, Jr. Brian Garcia                  | Peoples                              | 3:07         |
| 4.                  | «Jugg» (featuring Monty)             | Maxwell II Cosme, Jr.                               | Salik Singletary                     | 3:20         |
| 5.                  | «Trap Luv»                           | Maxwell II Hunter Pinkney                           | Treadway                             | 3:24         |
| 6.                  | «I Wonder»                           | Maxwell II Garcia                                   | Peoples                              | 2:57         |
| 7.                  | «Again»                              | Maxwell II Garcia Eddie Timmons                     | Peoples Shy Boogs                    | 5:12         |
| 8.                  | «My Way» (featuring Monty)           | Maxwell II Cosme, Jr.                               | Lil Brandon NickEBeats JayFrance [a] | 3:33         |
| 9.                  | «Time» (featuring Monty)             | Maxwell II Cosme, Jr. Garcia Timmons                | Peoples Shy Boogs                    | 4:38         |
| 10.                 | «Boomin»                             | Maxwell II Karriem Hicks                            | Frenzy                               | 3:15         |
| 11.                 | «RGF Island»                         | Maxwell II Modi                                     | Yung Lan                             | 2:53         |
| 12.                 | «D.A.M.»                             | Maxwell II Garcia                                   | Peoples                              | 3:45         |
| 13.                 | «No Days Off» (featuring Monty)      | Maxwell II Ricki G Pascal Blais-Scherer Nate Rhoads | Pascal Blais-Scherer Rhoads          | 5:04         |
| 14.                 | «I'm Straight»                       | Maxwell II Modi                                     | Yung Lan                             | 2:50         |
| 15.                 | «Couple Bands»                       | Maxwell II Olasoji Adenuga                          | Adenuga                              | 3:28         |
| 16.                 | «Rock My Chain» (featuring M80)      | Maxwell II Garcia Nadir Wilkes                      | Peoples                              | 4:07         |
| 17.                 | «Rewind» (featuring Monty)           | Maxwell II Cosme, Jr. Rhoads Timmons                | Rhoads, Rivera                       | 5:36         |
| Общая длительность: | Общая длительность:                  | Общая длительность:                                 | Общая длительность:                  | 64:21        |

| №                   | Название                        | Автор(ы)              | Продюсер(ы)                           | Длительность |
| ------------------- | ------------------------------- | --------------------- | ------------------------------------- | ------------ |
| 18.                 | «Let It Bang»                   | Maxwell II            | Lacemode                              | 3:44         |
| 19.                 | «For My Team» (featuring Monty) | Maxwell II Cosme, Jr. | L.U.C. Productions                    | 3:42         |
| 20.                 | «Whateva» (featuring Monty)     | Maxwell II Cosme, Jr. | Destyn Hill, AztroQuay & Richy Rolled | 5:11         |
| Общая длительность: | Общая длительность:             | Общая длительность:   | Общая длительность:                   | 76:58        |